# Antoine-Marin Lemierre
Pour les articles homonymes, voir Lemierre.
Antoine-Marin Lemierre, né à Paris le 12 janvier 1733 et mort à Saint-Germain-en-Laye le 29 juin 1793, est un poète et dramaturge français.

## Biographie
Fils d'un artisan, Lemierre fut placé chez les jésuites, au collège Louis-le-Grand, grâce à des protecteurs charitables. Il fit d'excellentes études, remportant notamment le prix de poésie latine, et fut placé comme aide-sacristain à l'église Saint-Paul, fournissant des sermons à certains abbés et composant des vers qui remportèrent de nombreux prix académiques (deux fois lauréat de l'académie de Pau notamment pour L'Utilité des découvertes faites dans les arts et dans les sciences sous le règne de Louis XV ; quatre fois lauréat de l'Académie française dans les années 1753-1757 pour : La tendresse de Louis XV pour sa famille, L'Empire de la mode, Les Hommes unis par les talents et Le Commerce). Le choix des sujets montrait une certaine habileté à allier des sujets traditionnels avec d'autres plus au goût du jour.
Grâce à la protection de Pierre-Joseph Thoulier d'Olivet, qui lui avait confié la correction des épreuves de son édition de Cicéron, il fut recruté comme sous-maître de rhétorique au collège d'Harcourt, avant d'entrer comme secrétaire chez le fermier général Dupin, arrière-grand-père de George Sand.
À 35 ans, il fit représenter sa première tragédie, Hypermnestre (1758), qui remporta un grand succès. Deux de ses autres pièces, Guillaume Tell (1766) et La Veuve du Malabar (1770), d'abord accueillies froidement, firent ensuite de belles carrières théâtrales. Elles sont aujourd'hui bien oubliées.
En son temps, Lemierre fut surtout reconnu comme un maître de la poésie didactique. Ses œuvres poétiques se composent d'odes, d'épîtres, de poésies diverses et de deux grands poèmes descriptifs : La Peinture (3 chants, 1769), imitation libre du poème latin de l'abbé de Marsy, et Les Fastes, ou les usages de l'année (16 chants, 1779), inspiré du poème d'Ovide.
Ce dernier ouvrage ouvrit à son auteur les portes de l'Académie française, où Lemierre fut élu en 1781. Très affecté par la Révolution française, il tomba dans une sorte de prostration et mourut sous la Terreur, en 1793.

### Postérité critique
Les tragédies de Lemierre sont construites autour de coups de théâtre qui préfigurent le théâtre romantique. Ainsi, dans Hypermnestre, l'héroïne est sauvée de justesse des coups du tyran qui va la poignarder. L'utilisation de dispositifs scéniques nouveaux – le bûcher dans lequel va se jeter La Veuve du Malabar, la pomme que Guillaume Tell transperce d'un carreau d'arbalète – soulevèrent l'enthousiasme du public lorsque les pièces concernées furent remontées au théâtre (après de premières productions dont la sobriété se conformait aux usages de la tragédie classique).
Les sujets sont bien dans le goût du jour : dénonciation, dans la veine de l’Essai sur les mœurs de Voltaire, du fanatisme de certaines coutumes (dans La Veuve du Malabar, celle qui veut que la veuve se jette sur le bûcher de son mari), du charlatanisme et de la cupidité des prêtres, ou de la tyrannie (dans Guillaume Tell).

## Œuvres
- Hypermnestre, tragédie, 1758
- Térée, tragédie, 1761
- Idoménée, tragédie, 1764
- Artaxerce, tragédie, 1766
- Guillaume Tell, tragédie, pièce représentée en 1766, imprimée en 1767 (lire en ligne) ; reprise en 1786
- La Peinture, poème en trois chants, 1769
- La Veuve du Malabar, tragédie, 30 juillet 1770 ; reprise en 1780
- Les Fastes, ou les Usages de l'année, poème en seize chants, 1779
- Céramis, tragédie, 1785
- Barnevelt, tragédie, 1790
- La Veuve de Malabar, livret de l'opéra de Christian Kalkbrenner 1791
- Lanassa, livret de l'opéra de Christian Kalkbrenner 1794